# Nadívání

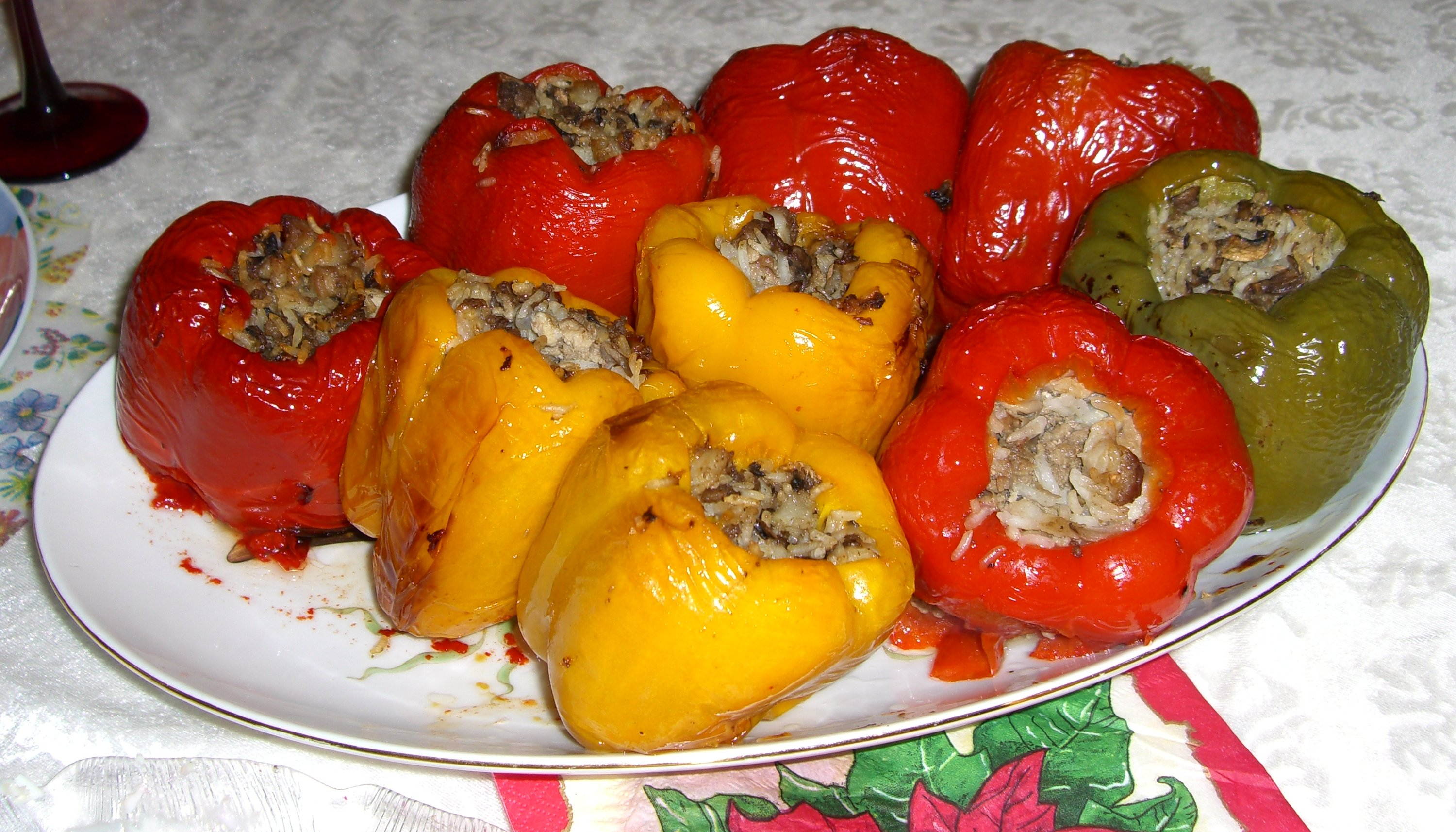
Nadívané papriky

Nadívání je potravinářská technologie, při které je dutina v jedné potravině naplněna jinou potravinou nebo směsí. Směs se obvykle nazývá nádivka.

## Historie nadívání

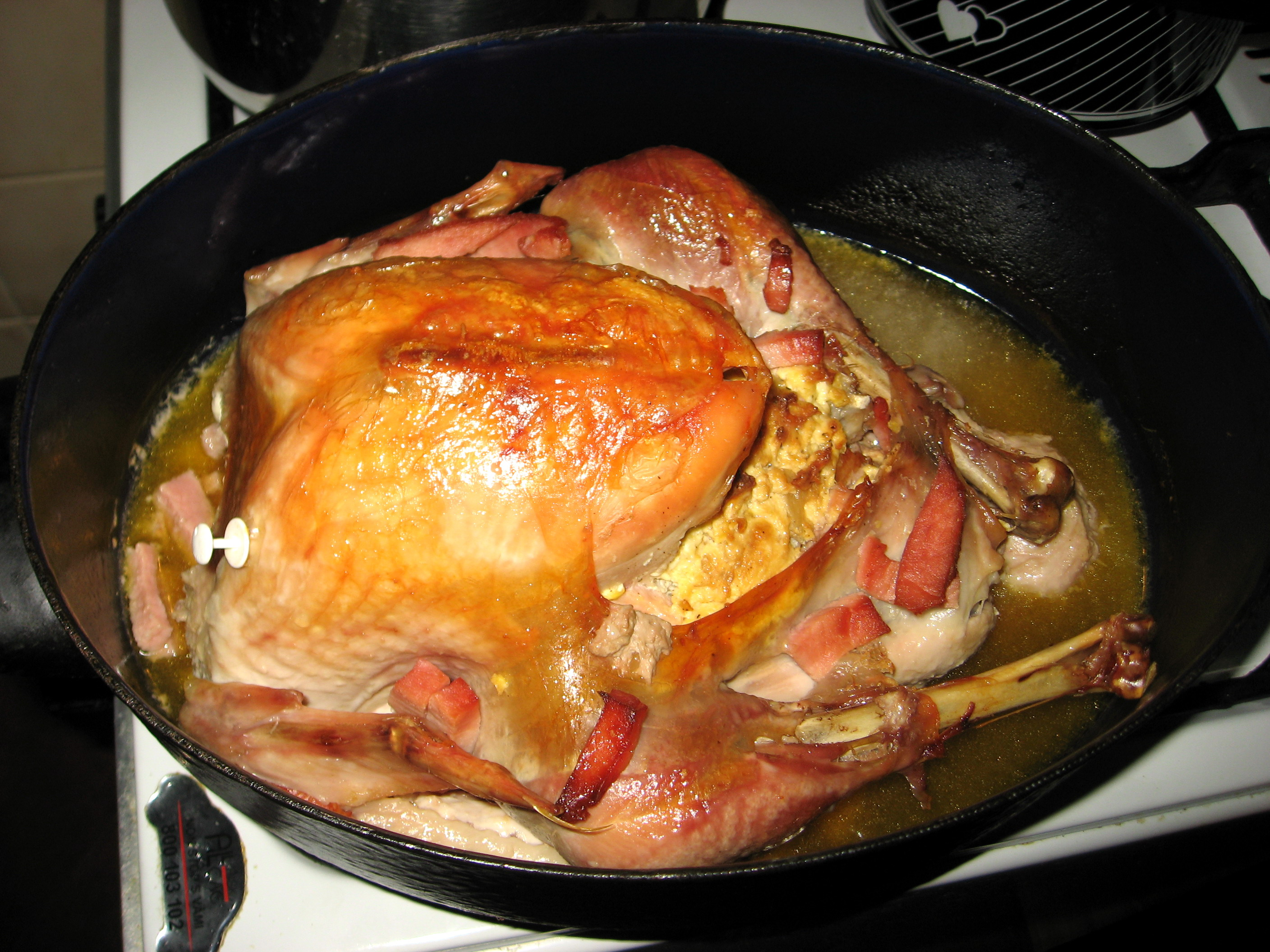
Nadívaná krůta

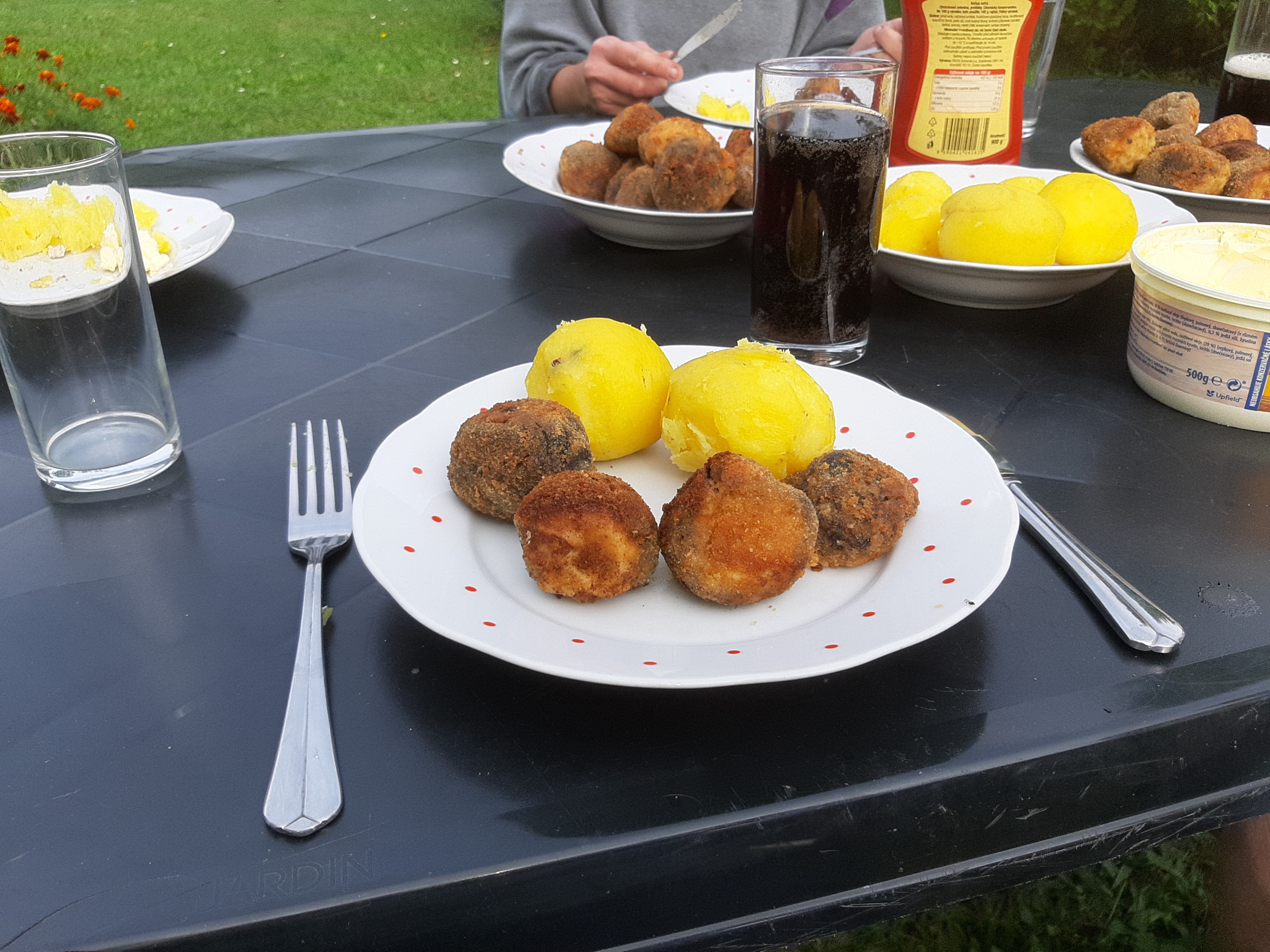
Bedly vysoké (Macrolepiota procera) - plněné masovou nádivkou

Nadívání patří k tradičním kuchařským technikám. Recepty na nadívané kuře, zajíce, prase a nadívaného plcha obecného jsou doloženy v nejstarší známé kuchařce, De re coquinaria kterou sepsal říman Apicius.
Řada nadívaných jídel se vyskytuje i v kuchařce Magdaleny Dobromily Rettigové.

## Rekurzivní nadívání
V literatuře je popsáno nadívání velkých zvířat zvířaty menšími na způsob matrjošky. Bohumil Hrabal ve své povídce Obsluhoval jsem anglického krále popisuje, že pro etiopského císaře Haile Selassie byl připraven nadívaný velbloud plněný dvěma antilopami, které byly nadívány dvaceti krocany. Na nadívání krocanů bylo použito třicet ošatek housek a několik set vajec natvrdo. Ze světové literatury (T. C. Boyle: Water Music) je znám popis velblouda nadívaného ovcí nadívanou dropem domácím, který je nadíván kaprem nadívaným vejci. Běžnější je kreace, kdy je kachna nadívána kuřetem.
Nadívá se zejména drůbež. Mezi nejoblíbenější nádivky patří nádivka mandlová, kaštanová a kopřivová.

## Strojní nadívání
Ačkoliv se nadívání provádí většinou ručně, existují i nadívací stroje zvané nadívačky. Nadívačka je potravinářský stroj určený k nadívání např. nadívaných oliv. Existují modely schopné naplnit až 4000 oliv za den.